# Basel Ghalyoun
Basel Ghayoun (Homs, 1984) es un ciudadano sirio que fue acusado de participar en los atentados del 11 de marzo de 2004 en Madrid, pero absuelto por falta de pruebas en julio de 2008 tras 4 años de cárcel. Tras su puesta en libertad fue extraditado a Siria donde fue detenido y recluido en régimen de incomunicación en lugar no revelado. Amnistía Internacional había condenado la devolución de Basel por el alto riesgo de ser torturado. La ONU establece que "ningún Estado Parte procederá a la expulsión, devolución o extradición de una persona a otro Estado cuando haya razones fundadas para creer que estaría en peligro de ser sometida a tortura". 
Once meses antes de los atentados estaba siendo vigilado por una Brigada Policial de Madrid especializada en terrorismo bajo sospecha de estar formando un grupo radical yihadista. Se le consideró en la instrucción del sumario y por parte de la fiscalía, autor material del atentado en los trenes. Fue detenido el 24 de marzo en Ugena (Toledo), lugar donde trabajaba. Se le amplió la prisión provisional el 6 de marzo de 2006 a la espera de juicio.
La acusación contra Ghayoun se basaba en la declaración de dos testigos que decían haberle reconocido en uno de los trenes donde se cometieron los atentados. Finalmente, uno de los testigos se retractó, no teniendo la certeza de que fuera él. Por esa razón, la fiscalía rebajó la petición de pena de más de 38.000 años de prisión a 12 por pertenecía e integración en organización terrorista, a la que fue finalmente condenado en el juicio por los atentados. Durante el proceso se declaró inocente y condenó los atentados. Basel Ghalyoun fue absuelto por el Tribunal Supremo de España el 17 de julio de 2008 después de ser condenado a 10 años de prisión por la Audiencia Nacional el 31 de octubre de 2007.